# Braväcovo
Braväcovo je obec na Slovensku v okrese Brezno. V roce 2013 měla obec 695 obyvatel.

## Poloha
Obec Braväcovo se rozprostírá na jižních svazích Nízkých Tater, v nadmořské výšce 650 m n. m., 12 km východně od města Brezna. Obec je tvořena částmi Podholie a Srnková. V atraktivní okolní přírodě převládají jehličnaté lesy.

## Dějiny
Obec vznikla jako dřevorubecká osada koncem 16. století. První písemná zmínka pochází z roku 1630. V současnosti zde žije asi 750 lidí. Obec je zajímavá množstvím zachovalých starých dřevěnic, které se ve velké míře využívají jako rekreační chalupy.

## Kultura
V obci působí pěvecký sbor Domovina, kulturní sdružení Bukovinka a stejnojmenný folklorní soubor. V obci se také nachází amfiteátr, který svou architekturou zapadá do rázovité horehronské vesnice. Každoročně v červenci se zde pořádá folklorní festival s Na Bílých Handlích.

## Turistika
Přes obec prochází zeleně značená turistická trasa 5424 po které se lze dostat na nejvyšší vrch katastru Beňuška (1544 m n. m.), lidově nazývaného také Kachna.

## Známí rodáci
- Ján Gašperan, pedagog, odborářský funkcionář
- Arnold Nemčok, geolog, vysokoškolský profesor